# Will Fyffe

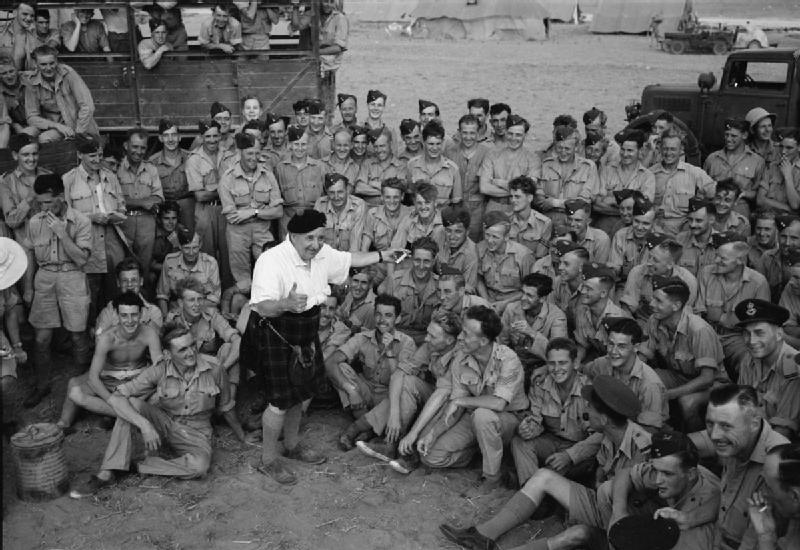
Will Fyffe bei einem Auftritt bei der Royal Air Force während des Zweiten Weltkriegs

Will Fyffe (* 16. Februar 1885 in Dundee; † 14. Dezember 1947 in St Andrews) war ein schottischer Komiker, Schauspieler und Sänger, der sowohl in Stummfilmen und Music-Hall-Auftritten wie bei Plattenaufnahmen mitwirkte.

## Leben
Fyffe, der seit seiner Kindheit als Schauspieler und Komiker in der Theatergruppe seines Vaters aktiv war und der 1914 eine Rolle in dem Stummfilm The Maid of Cefn Ydfa des schottischen Regisseurs William Haggar über die Magd Ann Maddocks spielte, war in Großbritannien sehr populär. Ab den 1930ern übernahm er Rollen in mehreren Film-Produktionen unter anderen die Hauptrolle in  Owd Bob  und die zweite Hauptrolle in  Herrscher der Meere  nebst Douglas Fairbanks junior. Er wurde zum Commander of the Order of the British Empire für seine Leistungen in der Unterhaltung der Truppen ernannt. Bemerkenswerterweise wurde der Film The Brothers, mit Fyffe in einer der Hauptrollen, bereits im April 1948 in den deutschen Kinos aufgeführt.

## Filmografie (Auswahl)
- 1914: The Maid of Cefn Ydfa
- 1933: Happy
- 1935: Rolling Home
- 1936: Debt of Honour
- 1936: King of Hearts
- 1936: Love in Exile
- 1936: Men of Yesterday
- 1936: Well Done, Henry
- 1937: Cotton Queen
- 1937: Said O'Reilly to McNab
- 1937: Spring Handicap
- 1938: Owd Bob
- 1939: Annie Laurie
- 1939: Herrscher der Meere
- 1939: The Mind of Mr. Reeder
- 1939: The Missing People
- 1940: For Freedom
- 1940: Neutral Port
- 1940: They Came by Night
- 1944: Heaven Is Round the Corner
- 1940: Give Me the Stars
- 1946:  Die Brüder

## Musik (Auswahl)
- I Belong to Glasgow
- I’m 94 Today